# Premi L'Oréal-Unesco per a les dones i la ciència
Els Premis L'Oréal - UNESCO per a les dones i la ciència van ser creats l'any 1998 per la Fundació Empresarial L'Oréal i la UNESCO, dins del programa La Dona i la Ciència, per tal de recompensar investigadores que hagin contribuït al progrés científic en els àmbits de les ciències de la vida i de la matèria. Tenen l'objectiu de millorar la representació de les dones en les carreres científiques reconeixent i evidenciant les seves contribucions als progressos de la ciència. El programa permet així de sensibilitzar les dones joves en la vocació científica.
Des de l'any 2000, cada any són distingides cinc investigadores, una per cada continent. Des de la seva creació, els premis són concedits en una cerimònia que se celebra a París.
Entre les guanyadores, quatre han rebut després el premi Nobel:
- Elizabeth Blackburn (guanyadora l'any 2008): Premi Nobel de Medicina l'any 2009;
- Ada Yonath (guanyadora l'any 2008): Premi Nobel de Química l'any 2009;
- Emmanuelle Charpentier (guanyadora l'any 2016): Premi Nobel de Química l'any 2020;
- Jennifer Doudna (guanyadora l'any 2016): Premi Nobel de Química l'any 2020.

La mateixa cooperació entre L'Oréal i la UNESCO concedeix també Borses internacionals per als talents que es considerin prometedors entre les joves investigadores dels diferents continents. D'altra banda, més enllà dels Premis internacionals, el programa L’Oréal-Unesco For Women in Science manté un total de 52 programes nacionals i regionals en 110 països, destinats a incrementar el paper de la dona en la recerca de les solucions científiques que requereixen els problemes de la humanitat al segle XXI, per dotar les carreres científiques de dones menors de quaranta anys i donar suport a la seva tasca de recerca.

## Guanyadores

### 1998
- Grace Oladunni Taylor (Nigèria): bioquímica
- Myeong-Hee Yu (Corea del Sud): microbiologia
- Pascale Cossart (França): bacteriologia
- Gloria Montenegro (Xile): botànica

### 2000
- Valerie Mizrahi (Sud-àfrica): biologia molecular
- Tsuneko Okazaki (Japó): biologia molecular
- Margarita Salas (Espanya): biologia molecular
- Eugenia Del Pino (Equador): biologia molecular
- Joanne Chory (Estats Units): biologia molecular

### 2001
- Adeyinka Gladys Falus (Nigèria): genètica molecular
- Suzanne Cory (Austràlia): genètica molecular
- Anne McLaren (Regne Unit): biologia de la reproducció
- Mayana Zatz (Brasil): biologia molecular
- Joan A. Steitz (Estats Units): biofísica i bioquímica moleculars

### 2002
- Nagwa Meguid (Egipte): genètica aplicada a la prevenció de les malalties mentals
- Indira Nath (Índia): tractament de la lepra
- Mary Osborn (Alemanya): mètodes d'observació de les estructures cel·lulars
- Ana María López Colomé (Mèxic): prevenció de la ceguesa
- Shirley Tilghman (Canadà, Estats Units): expressió dels gens i origen parental dels cromosomes

### 2003
- Karimat El-Sayed (Egipte): física
- Li Fanghua (Xina): microscòpia electrònica
- Ayşe Erzan (Turquia): física de la matèria condensada
- Mariana Weissmann (Argentina): càlculs en física de la matèria condensada
- Johanna M.H. Levelt Sengers (Estats Units): termodinàmica

### 2004
- Jennifer Thomson (Sud-àfrica): «Per la seva feina en les plantes transgèniques resistents a la sequera i a les infeccions víriques, per intentar respondre a l'escassetat crònica d'aliments al continent»
- Lúcia Mendonça Previato (Brasil): «Per estudis que permeten progressar en la comprensió, el tractament i la prevenció de la malaltia de Chagas»
- Philippa Marrack (Estats Units): «Per les seves investigacions sobre el paper dels Limfòcits T al sistema immunitari i per haver descobert els superantígens»
- Nancy Ip (Xina): «Per les seves descobertes sobre proteïnes que afavoreixen el creixement i la preservació de les neurones en el desenvolupament cerebral»
- Christine Petit (França): «Per la seva recerca sobre les bases moleculars i cel·lulars de la sordesa hereditària humana i altres deficiències sensorials»

### 2005
- Zohra Ben Lakhdar Akrout (Tunísia): «Per a experiments i models en espectroscòpia infraroja i les seves aplicacions per detectar la contaminació i en la medicina»
- Fumiko Yonezawa (Japó): «Per la teoria pionera i les simulacions informàtiques sobre semiconductors amorfs i metalls líquids.»
- Dominique Langevin (França): «Per investigacions fonamentals sobre detergents, emulsions i escumes»
- Belita Koiller (Brasil): «Per investigacions innovadores sobre electrons en matèria desordenada com el vidre»
- Myriam Sarachik (Estats Units): «Per experiments importants en conducció elèctrica i transicions entre metalls i aïllants»

### 2006
- Habiba Bouhamed Chaabouni (Tunísia): "Per la seva contribució a l'anàlisi i prevenció dels trastorns hereditaris"
- Jenny Graves (Austràlia): "Per a estudis sobre l'evolució dels genomes dels mamífers."
- Christine Van Broeckhoven (Bèlgica): "Per la investigació genètica de la malaltia de l'Alzheimer i altres malalties neurodegeneratives."
- Esther Orozco (Mèxic): "Pel descobriment de mecanismes de control de la infecció d'amebes als tròpics."
- Pamela Bjorkman (Estats Units): "Pel descobriment de com el sistema immunitari reconeix els objectius."

### 2007
- Ameenah Gurib-Fakim (Maurici): «Per la seva exploració i anàlisi de plantes de Maurici i les seves aplicacions mèdiques»
- Ligia Gargallo (Xile): «Per la seva contribució a comprendre les propietats de solució dels polímers»
- Mildred Dresselhaus (Estats Units): «Per la seva investigació sobre materials d'estat sòlid, inclosa la conceptualització de la creació de nanotubs de carboni»
- Margaret Brimble (Nova Zelanda): «Per la seva contribució a la síntesi de productes naturals complexos, especialment toxines del marisc»
- Tatiana Birxtein (Rússia): «Per la seva contribució a la comprensió de les formes, mides i moviments de molècules grans»

### 2008
- Lihadh Al-Gazali (Emirats Àrabs Units): «Per les seves contribucions a la caracterització de trastorns hereditaris»
- V. Narry Kim (Corea del Sud): «Per dilucidar la formació d'una nova classe de molècules d'ARN implicades en la regulació gènica»
- Ada Yonath (Israel): «Pels seus estudis estructurals del sistema de biosíntesi proteica i la seva interrupció per antibiòtics»
- Ana Belén Elgoyhen (Argentina): «Per les seves contribucions a la comprensió de la base molecular de l'audició»
- Elizabeth Blackburn (Estats Units): «Pel descobriment de la naturalesa i el manteniment dels extrems del cromosoma i el seu paper en el càncer i l'envelliment»

### 2009
- Tebello Nyokong (Sud-àfrica): «Pel seu treball en aprofitar la llum per a la teràpia contra el càncer i la neteja ambiental»
- Athene Donald (Regne Unit): «Per desvelar la física de materials desordenats que van des del ciment fins al midó»
- Beatriz Barbuy (Brasil): «Pel seu treball sobre l'evolució de les estrelles des del naixement de l'univers fins a l'actualitat»
- Akiko Kobayashi (Japó): «Pel seu treball sobre metalls orgànics, que ha obert noves vies en la miniaturització d'aparells electrònics»
- Eugenia Kumacheva (Canadà): «Pel disseny i desenvolupament de nous materials amb moltes aplicacions, incloent el lliurament específic de medicaments contra el càncer i materials per a l'emmagatzematge de dades òptiques d'alta densitat»

### 2010
- Rashika El Ridi (Sud-àfrica): «Per obrir el camí cap al desenvolupament d'una vacuna contra l'esquistosomosi de la malaltia tropical»
- Lourdes Cruz (Filipines): «Pel descobriment de toxines de caragol marí que poden servir com a eines potents per estudiar la funció cerebral»
- Anne Dejean-Assémat (França): «Per les seves contribucions a la nostra comprensió de la leucèmia i el càncer de fetge»
- Alejandra Bravo (Mèxic): «Pel seu treball sobre una toxina bacteriana que actua com un insecticida potent»
- Elaine Fuchs (Estats Units): «Per les seves contribucions al nostre coneixement sobre biologia de la pell i de les cèl·lules mare de la pell»

### 2011
- Faiza Al-Kharafi (Kuwait): «Pel seu treball sobre la corrosió, un problema d'importància fonamental per al tractament de l'aigua i la indústria del petroli; per les seves notables contribucions a l'electroquímica amb especial èmfasi en la corrosió i la catàlisi»
- Vivian Wing-Wah Yam (Asia-Pacific): «Pel seu treball en materials que emeten llum i maneres innovadores de captar energia solar; per les seves aportacions pioneres en el disseny molecular de materials fotoactius que són especialment rellevants per a la conversió d'energia solar»
- Anne L'Huillier (França): «Pel seu treball en el desenvolupament de la càmera més ràpida per enregistrar el moviment d'electrons en attosegons; per les seves aportacions experimentals i teòriques a la generació harmònica de llum com una tecnologia base per a la ciència de l'atmosfera»
- Silvia Torres-Peimbert (Mèxic): «Pel seu treball sobre la composició química de les nebuloses, que és fonamental per a la nostra comprensió de l'origen de l'univers; per la seva contribució fonamental als estudis de nebuloses que han portat a una millor comprensió de les substàncies químiques, l'evolució de les galàxies i de l'univers»
- Jillian Banfield (Austràlia/Estats Units): «Pel seu treball sobre comportaments bacterians i materials en condicions extremes rellevants per al medi ambient i la Terra; per a assoliments pioners en ciències ambientals integrant influències químiques, biològiques, mineralògiques i proteogenòmiques»

### 2012
- Jill Farrant (Sud-àfrica): «Pel descobriment dels mecanismes que permeten a les plantes de sobreviure en condicions de sequera»
- Ingrid Scheffer (Austràlia): «Per la identificació de les molèsties implicades en certes formes d'epilèpsia»
- Frances Ashcroft (Regne Unit): «Per les seves contribucions a la comprensió de la secreció d'insulina i de la diabetis en el nounat»
- Susana López Charretón (Mèxic): «Per haver identificat el mode d'acció dels rotavirus, responsables cada any de 600.000 morts infantils»
- Bonnie Bassler (Estats Units): «Per la comprensió del llenguatge químic pel qual els bacteris es comuniquen entre ells, per obrir el camí cap a nous tractaments contra infeccions»[7]

### 2013
- Márcia Barbosa (Brasil): Per descobrir una de les peculiaritats de l'aigua que pot conduir a una millor comprensió de com es produeixen els terratrèmols i com es pleguen les proteïnes que són importants per al tractament de malalties
- Deborah S. Jin (Estats Units): «Per haver estat la primera a refredar molècules fins al punt que pot observar reaccions químiques a càmera lenta que poden ajudar a comprendre encara més els processos moleculars importants per a la medicina o les noves fonts d'energia»
- Francisca N. Okeke (Nigèria): «Per les seves contribucions importants en la comprensió de les variacions diàries dels corrents iònics a l'atmosfera superior, cosa que pot afavorir la comprensió del canvi climàtic»
- Reiko Kuroda (Japó): «Per descobrir la importància funcional de la diferència entre molècules de mà esquerra i dreta, que té àmplies aplicacions, incloent investigacions sobre malalties neurodegeneratives com l'Alzheimer»
- Pratibha L. Gai (Regne Unit): «Per haver modificat enginyosament el seu microscopi electrònic de manera que ha pogut observar reaccions químiques que es produeixen en àtoms superficials dels catalitzadors, que ajudaran els científics en el desenvolupament de nous medicaments o de noves fonts d'energia»

### 2014
- Segenet Kelemu (Kenya)
- Kayo Inaba (Japó)
- Brigitte Kieffer (França)
- Cecilia Bouzat (Argentina)
- Laurie Glimcher (Estats Units)

### 2015
- Thaisa Storchi Bergmann (Brasil)
- Rajaâ Cherkaoui El Moursli (Marroc)
- Yi Xie (Xina)
- Carol V. Robinson (Regne Unit)
- Molly S. Shoichet (Canadà)

### 2016
- Emmanuelle Charpentier (Alemanya): «Pel seu descobriment, amb Jennifer Doudna, d'un mecanisme molecular revolucionari que permet reescriure el genoma humà»
- Jennifer Doudna (Estats Units): «Pel seu descobriment. amb Emmanuelle Charpentier. d'un mecanisme molecular revolucionari que permet reescriure el genoma humà»
- Quarraisha Abdool Karim (Sud-àfrica): «Per la prevenció i el tractament del VIH amb les dones africanes»
- Hualan Chen (Xina): «Per les seves investigacions sobre la biologia dels virus de la grip aviària»
- Andrea Gamarnik (Argentina): «Per les seves investigacions sobre els virus transmesos pels mosquits, més particularment el virus del dengue»

### 2017
- Niveen Khashab (Arabie Saoudite): «Per la seva contribució al desenvolupament de materials innovadors i híbrids intel·ligents destinats al lliurament de fàrmacs i al desenvolupament de noves tècniques per controlar l'activitat antioxidant intracel·lular»
- Michelle Simmons (Austràlia): «Per la seva contribució revolucionària a l'electrònica quàntica i atòmica, del transistor atòmic a l'ordinador quàntic»
- Nicola Spaldin (Suïssa): «Per la seva innovadora feina multidisciplinària que prediu, descriu i crea nous materials amb propietats magnètiques i ferroelèctriques commutables»
- Zhenan Bao (Estats Units): «Per la seva destacada contribució i domini del desenvolupament de nous polímers funcionals per a l'electrònica de consum, emmagatzematge d'energia i aplicacions biomèdiques»
- María Teresa Ruiz (Xile): «Pel seu descobriment de la primera nana bruna i els seus treballs pioners sobre les estrelles de baixa lluminositat, incloses les estrelles en les etapes finals de la seva evolució (nanes blanques)»[8]

### 2018
- Heather Zar (Sud-àfrica) Medicina i Ciències de la salut / Pediatria: «Per establir un programa d'investigació d'avantguarda en pneumònia, tuberculosi i asma, salvant la vida de molts nens a tot el món»
- Meemann Chang (Xina) Ciències Biològiques / Paleontologia: Pel seu treball pioner en els registres fòssils que han permès comprendre millor com els vertebrats aquàtics s'han adaptat a la vida sobre terra
- Caroline Dean (Regne Unit) Ciències Biològiques / Biologia molecular: Per la seva investigació innovadora sobre com les plantes s'adapten al seu entorn i al canvi climàtic, la qual cosa porta noves maneres de millorar les collites
- Amy Austin (Argentina) Ecologia i ciències ambientals: Per les seves notables contribucions a comprendre l'ecologia dels ecosistemes terrestres en paisatges naturals i modificats per l'ésser humà.
- Janet Rossant (Canadà) Ciències Biològiques / Biologia del desenvolupament: Per la seva destacada investigació que ens va ajudar a comprendre millor com es formen teixits i òrgans a l'embrió en desenvolupament[9]

### 2019
- Najat Saliba (Líban) Química analítica i atmosfèrica: «Pels seus treballs pioners en la identificació d'agents cancerígens i altres substàncies tòxiques presents a l'aire dels països de l'Orient Mitjà»
- Maki Kawai (Japó) Química / Catàlisi: «Pel seu treball innovador en la manipulació de molècules a l'escala atòmica, per transformar materials i crear materials innovadors»
- Karen Hallberg (Argentina). Física / Física de la matèria condensada: «Pel desenvolupament d'enfocaments informàtics d'avantguarda que permeten comprendre la física de la matèria quàntica»
- Ingrid Daubechies (Bèlgica / Estats Units) Matemàtica / Física matemàtica: «Per la seva contribució excepcional al tractament digital de la imatge i del senyal, proporcionant algoritmes estàndard i flexibles per a la compressió de dades»
- Claire Voisin (França) Matemàtiques / Geometria algebraica: «Pels seus treballs excepcionals en geometria algebraica. Els seus descobriments pioners li han permès resoldre qüestions fonamentals sobre la topologia i les estructures de Hodge de les varietats algebraiques complexes»[10]

### 2020
- Abla Mehio Sibai (Líban) Medicina i Ciències de la Salut / Epidemiologiaː «per la seva tasca pionera i el seu compromís per millorar l'envelliment saludable en els països amb ingressos baixos i mitjans».
- Esperanza Martínez Romero (Mèxic) Ecologia i ciències mediambientals / Ecologia Genòmicaː «per la seva investigació pionera en l'ús de bacteris respectuosos amb el medi ambient per augmentar la productivitat agrícola reduint alhora l'ús de fertilitzants químics.»
- Kristi Anseth (Estats Units) Ciències biològiques / Cirurgiaː «per la seva contribució excepcional a la convergència de l'enginyeria i la biologia per desenvolupar biomaterials innovadors en la regeneració dels teixits i l'eficàcia dels medicaments».
- Firdausi Qadri (Bangladesh) Ciències biològiques / Immunologia i Vacunologiaː «pels seus treballs excel·lents per a la comprensió i la prevenció de malalties infeccioses que afecten els nens de països en vies de desenvolupament».
- Edith Heard (Regne Unit) Ciències biològiques / Genèticaː «pels seus descobriments fonamentals dels mecanismes que regeixen els processos epigenètics que permeten als mamífers regular l'expressió correcta dels gens, essencial per a la vida».[11]

### 2021
- Catherine Ngila (Sud-àfrica) Química: «per la introducció i desenvolupament de mètodes analítics basats en la nanotecnologia per al control dels contaminants de l'aigua i la seva aplicació. El seu treball innovador és de vital importància per al desenvolupament d'una gestió dels recursos hídrics ambientalment sostenible».
- Kyoko Nozaki (Japó) Química: «per les seves contribucions industrials pioneres, creatives i innovadores al camp de la química sintètica. El treball ha donat lloc a nous processos de producció molt eficients i respectuosos amb el medi ambient per fabricar molècules útils en medicina i agricultura sostenible».
- Shafi Goldwasser (Estats Units) Informàtica: «pel seu treball pioner i fonamental en informàtica i criptografia, essencial per a la seguretat dels sistemes de comunicació d'Internet, així com per al càlcul compartit de dades privades.»
- Françoise Combes (França) Astrofísica: «per la seva notable contribució en astrofísica, des del descobriment de molècules a l'espai exterior fins a les simulacions per supercomputadora de la formació de galàxies».
- Alicia Dickenstein (Argentina) Matemàtiques: «pel seu destacat treball a l'avantguarda de la innovació matemàtica, explotant la geometria algebraica al camp de la biologia molecular. Les seves investigacions permeten comprendre les estructures i els comportaments precisos de les molècules i les cèl·lules, fins i tot a escala microscòpica».[12]

### 2022
- María Guadalupe Guzmán Tirado (Cuba) Malalties infeccioses: «pels seus treballs pioners, que han permès comprendre millor la patogènesi del dengue, el tractament dels símptomes i la prevenció».

- Katalin Karikó (Estats Units) Bioquímica: «per la seva contribució excepcional al perfeccionament de la tecnologia anomenada d'ARN missatger. Els seus treballs van permetre fer un pas decisiu en la creació de vacunes contra la COVID-19».
- Hu Hailan (Xina) Neurociència: «pels seus descobriments pioners importants en neurociències, en particular sobre la depressió, que van obrir el camí per al desenvolupament d'antidepressius de nova generació».
- Agnès Binagwaho (Ruanda) Salut pública: «pel seu paper crucial en la posada en marxa d'un nou sistema de sanitat pública per als més vulnerables a l'Àfrica, en particular a Rwanda... que va permetre un millor accés als serveis de lluita contra el VIH, el paludisme i la tuberculosi».
- Ángela Nieto Toledano (Espanya) Embriologia: «pels seus descobriments fonamentals sobre la manera com les cèl·lules canvien d'identitat en el curs del desenvolupament embrionari... que han obert el camí per al desenvolupament d'enfocaments terapèutics nous en el marc del tractament del càncer i la propagació d'altres teixits».[13]

### 2023
- Suzana Nunes (Aràbia Saudita). Químicaː «per la seva destacada tasca en el desenvolupament de filtres de membrana innovadors per aconseguir separacions químiques altament eficients amb una petjada de carboni menor».
- Anamaría Font (Veneçuela). Físicaː «per les seves contribucions importants a la física teòrica de partícules, en particular a l'estudi de la Teoria de Cordes».
- Aviv Regev (Estats Units). Bioinformàticaː «pel seu treball pioner en l'aplicació de les matemàtiques i la informàtica per revolucionar la biologia cel·lular».
- Lidia Morawska (Queensland). Ciències de la Terra i del Medi Ambientː «per les seves excel·lents investigacions en el camp de la contaminació atmosfèrica i el seu impacte en la salut humana i el medi ambient, amb una atenció especial a les partícules atmosfèriques».
- Frances Kirwan (Oxford). Matemàtiquesː «pel seu treball en matemàtiques pures, combinant geometria i àlgebra per desenvolupar tècniques que permetin comprendre la classificació dels objectes geomètrics... utilitzades per físics teòrics que busquen descripcions matemàtiques del nostre univers».[14]

2024
- Rose Leke (Camerun). Immunologiaː pels seus esforços pioners a erradicar la malària associada a l'embaràs, i la poliomielitis, per millorar la immunització a l'Àfrica, així com per donar suport a la carrera dels joves científics.
- Alicia Kowaltowski (Brasil). Bioquímicaː «per la seva contribució fonamental a la biologia dels mitocondris, la seva defensa de la ciència a Amèrica Llatina i la seva difusió al públic».
- Nada Jabado (Canadà). Genètica humanaː «per revolucionar la nostra comprensió dels defectes genètics responsables dels tumors cerebrals pediàtrics agressius […] que ha remodelat l'enfocament mèdic del càncer pediàtric».
- Nieng Yan (Xina). Biologia estructuralː «per haver descobert l'estructura atòmica de múltiples proteïnes de membrana que medien el trànsit d'ions i sucres a través de les cèl·lules, […] amb repercussió en l'epilèpsia i l'arítmia o el dolor».
- Geneviève Almouzni (França). Biologia molecularː «per les seves contribucions fonamentals per entendre com l'ADN s'empaqueta amb proteïnes dins del nucli cel·lular».[15]

## Borses internacionals per als talents prometedors
La mateixa cooperació entre L'Oréal i la UNESCO concedeix també des del 2000 Borses internacionals UNESCO-L'Oréal a Talents emergents, destinades a les dones més joves que es troben en les primeres etapes de la seva carrera científica.
Cada any, el programa selecciona les 15 joves científiques més prometedores, que reben una dotació addicional de 15.000 €.